# Arctia apicoliconfluens
Arctia apicoliconfluens là một loài bướm đêm thuộc phân họ Arctiinae, họ Erebidae.